# Lopinga lehmanni
Lopinga lehmanni is een vlinder uit de familie van de Nymphalidae, uit de onderfamilie van de Satyrinae. De soort is voor het eerst wetenschappelijk beschreven als Crebeta lehmanni door Walter Forster in een publicatie uit 1980.
De soort komt voor in Nepal.